# Región de cohesión de Moravia-Silesia
La región de cohesión de Moravia-Silesia (en checo: Region soudržnosti Moravskoslezsko; en 2001, Región de cohesión de Ostrava, en checo: Region soudržnosti Ostravsko) es una región de cohesión de la República Checa, y un área estadística Eurostat de la Nomenclatura de las Unidades Territoriales Estadísticas (NUTS) de nivel 2. Comprende la Región de Moravia-Silesia. Cubre un área de 5.430 km².

## Divisiones
| (CZ-)NUTS 2                                                             | (CZ-)NUTS 2              | NUTS 3                    | NUTS 3 | LAU 1               | LAU 1  |
| región de cohesión                                                      | kód                      | kraj                      | kód    | okres               | kód    |
| ----------------------------------------------------------------------- | ------------------------ | ------------------------- | ------ | ------------------- | ------ |
| Región de cohesión de Moravia-Silesia                                   | CZ08                     | Región de Moravia-Silesia | CZ080  | Okres Bruntál       | CZ0801 |
| Región de cohesión de Moravia-Silesia                                   | CZ08                     | Región de Moravia-Silesia | CZ080  | Okres Frýdek-Místek | CZ0802 |
| Región de cohesión de Moravia-Silesia                                   | CZ08                     | Región de Moravia-Silesia | CZ080  | Okres Karviná       | CZ0803 |
| Región de cohesión de Moravia-Silesia                                   | CZ08                     | Región de Moravia-Silesia | CZ080  | Okres Nový Jičín    | CZ0804 |
| Región de cohesión de Moravia-Silesia                                   | CZ08                     | Región de Moravia-Silesia | CZ080  | Okres Opava         | CZ0805 |
| Región de cohesión de Moravia-Silesia                                   | CZ08                     | Región de Moravia-Silesia | CZ080  | Okres Ostrava-město | CZ0806 |
| \| Región de cohesión de Moravia-Silesia \| LAU 1 de Moravia-Silesia \| |                          |                           |        |                     |        |
| Región de cohesión de Moravia-Silesia                                   | LAU 1 de Moravia-Silesia |                           |        |                     |        |